# Carmen Casco de Lara Castro
Carmen Casco de Lara Castro (Concepción, 17 de junio de 1918-Asunción, 8 de mayo de 1993), apodada Doña Coca, fue una activista por los derechos humanos y de las mujeres y política paraguaya. Luchó por los derechos de la mujer el Paraguay. Con ella nació la asociación cultural de Amparo a la Mujer en el año 1962.

## Biografía

### Infancia y juventud
Carmen Casco Miranda nació en el seno de una familia de ascendencia liberal, conformada por el teniente coronel Fermín Casco Espín y la señora Lydia Miranda Cueto, el 17 de junio de 1918. De este matrimonio nacieron ocho hijos, tres varones y cinco mujeres. La madre, Lydia, era hermana de la señora Julia Miranda Cueto de Estigarribia.
La infancia de Carmen Casco transcurrió en su ciudad natal y fue alumna del colegio María Auxiliadora, donde aprendió a teorizar sobre los valores cristianos. Pero fue dentro del hogar donde aprendió a vivenciarlos mediante experiencias concretas que finalmente moldearon su personalidad.
En ese sentido, quedó nuevamente demostrada la prevalencia del saber popular que asegura que la familia es la mejor escuela y en ella se constituye en la base de la sociedad. Y fue allí, en la familia, donde se forjó, recibiendo el mensaje de los valores de la libertad, la solidaridad, la honestidad, y los vivió en plenitud.
Una vez culminados sus estudios básicos, inició la carrera de profesorado, elección influenciada sin duda por esa motivación aleccionadora de la educación en la acción. Fue docente en el colegio La Providencia, así como de una dependencia que hoy forma parte de la Escuela Caballero.

### Trayectoria
Desde temprana edad vivió situaciones que marcarían su futuro político y de compromiso social. Cuando estalló la Guerra del Chaco, su padre, el teniente coronel Casco Espín, fue comisionado al frente de la batalla en calidad de cuartel maestre. En el cumplimiento de esta misión, su padre soportó el bombardeo a Puerto Casado por parte de la aviación boliviana.
Víctima de los vaivenes de la política, luego de la revolución del 17 de febrero de 1936, le impusieron las circunstancias poner en práctica la vocación que había florecido en ella; visitó a su tío Félix Estigarribia en varias ocasiones, mientras éste se encontraba privado de su libertad, junto con el derrocado presidente Eusebio Ayala. Posteriormente, estas mismas personalidades que tuvieron un papel fundamental en la epopeya del Chaco fueron al exilio, hecho que provocaría en Carmen Casco una gran angustia.
En el año 1940 contrajo nupcias con Mariano Luis Lara Castro, abogado de profesión, a quien conoció en Asunción y, enamorándose, decidieron formar una familia. De esta unión nacieron seis hijos varones; Luis, Jorge, Fernando, José, Fermín y Martín.
Su incursión en la actividad política ocurrió después de la llegada al poder del general Alfredo Stroessner, en el año 1954, pero se desempeñó preferentemente en el contexto social, más que en el partidario. Su deseo era, antes que nada, hacer valer los derechos de la mujer paraguaya, por lo que empezó a trabajar afanosamente con el objetivo de formar una asociación cuyo fin fuese la promoción de la dignidad femenina, asistiendo a madres solteras y proporcionando apoyo jurídico.
A este efecto, se reunió con un grupo de amigas que tenían las mismas intenciones y formas de pensar. Así nació la asociación cultural de Amparo a la Mujer, en el año 1962, cuya sede estaba ubicada en la calle Oliva casi Chile de la Asunción. Entre las damas que colaboraron en aquel entonces se recuerdan las figuras de María Campos Cervera, Beatriz Méndez de Prieto, Mary del Pino y María Elena de Pérez, entre varias otras.
Las ideas sobre los derechos de la mujer que propugnaba esta asociación culminaron, finalmente, en una serie de leyes incluidas en el código laboral como la igualdad de salarios y derechos de maternidad, valores que en épocas pasadas no eran reconocidos. Estos fueron los inicios de lucha encarada por Carmen Casco de Lara Castro, buscando dar respuestas a sus múltiples inquietudes sociales.

### Obras
Paralelamente a su actividad en las filas del Partido Liberal y con miras a fortalecer mejor la lucha en la que estaba embarcada, Carmen de Lara Castro fue miembro fundadora de la Comisión Paraguaya de los Derechos Humanos, entre cuyos inmigrantes estaba el profesor Jerónimo Irala Burgos, Luis Alfonso Resck y varios sacerdotes. La presidencia de dicha entidad estuvo a su cargo desde su creación, en el 1967, hasta 1993.
Con doña Coca al frente, la agrupación se dedicó a la difícil y peligrosa tarea de la defensa de los derechos inalienables del ser humano, que en la época del régimen stronista se constituía en un objetivo casi imposible. Tuvo además, reconocimiento internacional y contó con la ayuda de organismos como Amnistía Internacional, Naciones Unidas y diversas organizaciones que le dieron el respaldo necesario para que esa comisión fuera acá no solamente reconocida, sino de cierta forma respetada.
En defensa de todos los presos políticos de la dictadura, ella elevó su voz de protesta en varios foros y seminarios internacionales y, con gran coraje, llegó a ocultar en su domicilio a varios perseguidos por el régimen stronista. Pero su valentía era ilimitada, también visitaba a los presos en las mazmorras con el deseo de alivianar la pesada carga que los oprimía y, en lo posible, aliviar las penosas condiciones en que se encontraban. Ella misma fue detenida en varias ocasiones, pero nunca cesó en su lucha. Entre las personas que fueron compañeros suyos en gran parte de su travesía de compromiso social y político figuran los doctores Carlos Alberto González, Miguel Martínez Yaryes, Domingo Laíno, Benítez Florentín, entre otros muchos.
Su trayectoria política la llevó a ocupar una banca en la cámara de Diputados entre 1967 y 1977, donde ejerció una férrea oposición a los dictados del régimen. Una vez derrocada la dictadura de Alfredo Stroessner, doña Coca fue elegida senadora de la Nación por el Partido Liberal Radical Auténtico (PLRA), cargo público que desempeñó desde el 1989 hasta el 1993.

### Muerte
En la última semana del mes de abril del año 1993, Casco de Lara Castro fue ingresada a un sanatorio de Asunción, a causa de las complicaciones de una diabetes que le afectaba desde un tiempo atrás. Casco de Lara Castro falleció el 8 de mayo de 1993.
Sus restos fueron velados en la sede del Congreso y posteriormente fueron depositados en le cementerio de la Recoleta.